# Mallophora atra
Mallophora atra är en tvåvingeart som beskrevs av Macquart 1834. Mallophora atra ingår i släktet Mallophora och familjen rovflugor. Inga underarter finns listade i Catalogue of Life.